# Polarisatie-preparaat XX
 Polarisatie-preparaat XX  is een verhaal uit de Belgische stripreeks Piet Pienter en Bert Bibber van Pom.
Het verhaal verscheen voor het eerst in Gazet Van Antwerpen van 19 augustus 1975 tot 5 december 1975 en als nummer 31 in de reeks bij De Vlijt.

## Personages
- Piet Pienter
- Bert Bibber
- Susan
- Professor Kumulus
- Stanske
- Kommissaris Knobbel
- Knobbelmannen
- Jakobus Slurf

## Albumversies
Polarisatie-preparaat XX verscheen in 1975 als album 31 bij uitgeverij De Vlijt. In 1997 gaf uitgeverij De Standaard het album opnieuw uit.